# جان لمبرت
جان لمبرت (به انگلیسی: John Lambert) سناتور سابق عضو حزب دموکرات-جمهوری‌خواه بود. وی در سال ۱۸۰۹ تا ۱۸۱۵ میلادی سناتور ایالت نیوجرسی در سنای ایالات متحده آمریکا بود.